# Območje H II
Območje H II je velik oblak delno ioniziranega plina majhne gostote, v katerem poteka rojevanje zvezd. Kratkožive modre zvezde, nastale v teh območjih, sevajo velike količine ultravijolične svetlobe, ki ionizira okoliški plin. Območja H II, ki včasih v premeru merijo več sto svetlobnih let, so pogosto povezana z velikimi molekularnimi oblaki. Prvo znano območje H II je bila Orionova meglica, ki jo je leta 1610 odkril Nicolas-Claude Fabri de Peiresc.
Območja so poimenovana po ioniziranem vodiku, ki ga vsebujejo v veliki količini (H I je nevtralen atomarni vodik, H2 pa molekularni vodik). So izjemno raznolikih oblik, saj so plin in zvezde v njih nepravilno razporejeni. V njih lahko v obdobju nekaj milijonov let nastane več tisoč zvezd. Na koncu razpršijo pline v območjih H II supernove in močni zvezdni vetrovi najmasivnejših zvezd, s čimer nastane zvezdna kopica, kot so Gostosevci.
Območja H II so lahko vidna z ogromnih razdalj, zato je raziskovanje teh območij v drugih galaksijah pomembno za določanje oddaljenosti in kemične sestave teh galaksij. Spiralne in nepravilne galaksije vsebujejo številna območja H II, eliptične galaksije pa so skorajda brez njih. V spiralnih so zgoščena v spiralnih krakih, v nepravilnih pa so razporejena naključno. Nekatere galaksije, na primer meglica Tarantela v Velikem Magellanovem oblaku in NGC 604 v Galaksiji v Trikotniku, vsebujejo ogromna območja H II z več deset tisoči zvezd.

## Opazovanja
Nekaj najsvetlejših območij H II je vidnih s prostim očesom, vendar se za nobeno ne zdi, da bi bilo zaznano pred iznajdbo daljnogleda v zgodnjem 17. stoletju. Celo Galileo ni opazil Orionove meglice, ko je opazoval zvezdno kopico v njej (predhodno kategorizirano kot ena sama zvezda, θ Oriona). Francoski astronom Nicolas-Claude Fabri de Peiresc jo je odkril leta 1610. Od teh zgodnjih opazovanj so odkrili veliko število območij H II v Rimski cesti in drugih galaksijah.
William Herschel je opazoval Orionovo meglico leta 1774 in jo opisal kot »neizoblikovano žarečo meglico, kaotičen material bodočih sonc«. Na potrditev te hipoteze je bilo treba počakati sto let, ko je William Huggins s svojo ženo Mary Huggins nameril svoj spektroskop v številne meglice. Nekatere, kot je Andromedina galaksija, za katero so takrat menili, da je meglica, so pokazale spekter, podoben zvezdam, vendar se je izkazalo, da so galaksije s stotinami milijonov posameznih zvezd. Druge so bile videti precej drugače. Za razliko od neprekinjenega spektra z absorbscijskimi črtami vsepovprek so Orionova meglica in druga podobna telesa kazala le majhno število emisijskih črt. V planetarnih meglicah so bile najsvetlejše spektralne črte z valovno dolžino 500,7 nanometra, kar ni ustrezalo nobenemu znanemu elementu. Sprva so predvidevali, da pripadajo še neznanemu elementu, ki so ga poimenivali nebulium ali poslovenjeno nebulij, podobno kakor pri odkritju helija z analizami Sončevega spektra. Kakorkoli, helij so izolirali kmalu po odkritju njegove spektralne črte, nebulij pa ne. V zgodnjem 20. stoletju je Henry Norris Russell predlagal, da spektralne črte ne pripadajo novemu elementu, temveč znanemu v neobičajnih pogojih.
Medzvezdna snov je gosta v astronomskem merilu, vendar vakuum po laboratorijskih standardih. Fiziki so v 20. letih 20. stoletja pokazali, da lahko v plinu s skrajno majhno gostoto elektroni zasedejo metastabilne energijske nivoje v atomih in ionih, ki bi jih pri višjih gostotah skokovito prešli zaradi trkov. Prehodi med temi nivoji v dvakrat ioniziranem kisiku dajo svetlobo z valovno dolžino 500,7 nm. Te spektralne črte imenujemo prepovedane črte.
V območjih H II pa ima dominantna črta valovno dolžino 656,3 nm. Ta svetloba, ki jo seva atomarni vodik, je dobro znana kot svetloba H-alfa. Natančneje, foton te valovne dolžine je izsevan, ko elektron zamenja svoje vzburjeno stanje z n = 3 na n = 2. To se zgodi zelo pogosto takrat, ko vodikov ion (proton) zajame elektron in ta zamenja svoje stanje z višjih stanj na n = 1. Rečemo lahko torej, da območja H II sestavlja mešanica elektronov in ioniziranega vodika, ki neprestano tvorijo vodikove atome.
V 20. stoletju so opazovanja pokazala, da območja H II pogosto vsebujejo vroče modre zvezde. Te zvezde so veliko masivnejše od Sonca in imajo najkrajše življenjske dobe med zvezdami, samo nekaj milijonov let. Torej se morajo v območjih H II rojevati zvezde. V milijonih let se v območju H II ustvari zvezdna kopica, ki jo sevalni tlak vročih mladih zvezd razprši. Primer takšne kopice so Gostosevci. Po takšnem dogodku ostane samo sled refleksijske meglice.

## Izvor in življenjska doba
Predhodniki območij H II so orjaški molekularni oblaki. To so hladni (njihova temperatura je med 10 in 20 kelvini) in gosti oblaki, ki so sestavljeni večinoma iz molekularnega vodika. Dolgo lahko ostanejo popolnoma stabilni, vendar lahko udarni valovi supernov, trki med raznimi oblaki in magnetne interakcije sprožijo njihovo sesedanje. Tako nastane zvezda.
Med zvezdami, rojenimi v orjaškem molekularnem oblaku, so tudi dovolj masivne, da dosežejo temperature, ki ionizirajo okoliški plin. Kmalu po nastanku ionizirajočega radiacijskega polja energetični fotoni ustvarijo ionizacijsko fronto, ki se skozi plin širi z nadzvočno hitrostjo. Ob oddaljevanju od zvezde se ionizacijska fronta upočasnjuje, pritisk na novo ioniziranega plina pa povzroči, da se njegova prostornina začne širiti. Na koncu se hitrost ionizacijske fronte zmanjša pod zvočno in jo prehiti udarni val, nastal zaradi širjenja ioniziranega plina. Območje H II je rojeno.
Življenjska doba območja H II znaša nekaj milijonov let. Sevalni tlak mladih vročih zvezd bo odpihnil večino plina. V resnici je celotni proces zelo neučinkovit; v zvezde se pretvori manj kot 10 % plina v območju H II, preden zvezde odpihnejo preostanek. K izgubi plina prispevajo tudi eksplozije supernov, najmasivnejših zvezd, ki živijo 1–2 milijona let.

## Konec zvezdnih porodnišnic
Zvezde nastajajo v zgoščinah hladnega plina, ki skrijejo nastajajoče zvezde. Vidne postanejo, ko njihov sevalni tlak odpihne okoliški plin. Vroče modre zvezde, ki so zadosti masivne in vroče, da ionizirajo znatno količino vodika in ustvarijo območje H II, bodo to naredile hitro in razsvetlile območje, ki so ga ravnokar ustvarile. Gosta območja, ki vsebujejo mlade ali manj masivne zvezde ali zvezde, ki se še formirajo ter še niso odpihnile okoliškega plina, imenujemo Bokove krogle. Poimenovane so po astronomu Bartu Boku, ki je pravilno predvidel, da v teh kroglah mogoče poteka nastajanje zvezd. Hipotezo so potrdili šele leta 1990. Mlade vroče zvezde te krogle razblinijo. Tako zvezde, ki ustvarijo območja H II, uničijo zvezdne porodnišnice.
Zdi se, da imajo mlade zvezde v območjih H II svoje planetarne sisteme. Vesoljski teleskop Hubble je razkril na stotine protoplanetnih diskov okrog zvezd v Orionovi meglici. Pri vsaj polovici mladih zvezd v tej meglici je videti, da so obkrožene z diski prahu in plina, ki vsebujejo veliko več snovi, kot bi je bilo potrebne za nastanek planetnega sistema, podobnega našemu Osončju.

## Značilnosti

### Fizikalne značilnosti
Območja H II močno variirajo v svojih fizikalnih značilnostih. Lahko imajo premer le eno svetlobno leto, takrat jim pravimo ultra-kompaktna območja H II (UCHII), lahko pa imajo premer več sto svetlobnih let. Njihova velikost je znana tudi kot Stromgrenov polmer in je odvisna od intenzivnosti vira ionizirajočih fotonov in gostote območja. Njihove gostote nihajo od prek milijona delcev na cm3 v ultra-kompaktnih območjih H II pa do samo nekaj delcev na cm3 v največjih in najbolj razširjenih območjih. To kaže na maso med 100 in 105 Sončevih mas.
Obstajajo tudi ultra-gosta območja H II (UDHII).
Odvisno od velikosti vsebujejo tudi več tisoč zvezd, kar jih dela zapletenejše od planetarnih meglic, ki imajo samo en vir ionizirajočega sevanja. Tipično območje H II doseže temperature okoli 10.000 kelvinov. Večinoma jih sestavlja ioniziran plin s šibkim magnetnim poljem z močjo nekaj nanoteslov. Kljub temu so območja H II skoraj vedno povezana s hladnim molekularnim plinom, ki izvira iz istega orjaškega starševskega molekularnega oblaka. Magnetno polje nastane zaradi šibkega premikanja električnega naboja skozi ioniziran plin, kar kaže na to, da območja H II mogoče vsebujejo električna polja.
Kemično območja H II sestavlja 90 % vodika. Najmočnejša vodikova emisijska črta pri valovni dolžini 656,3 nanometra jim da njihovo značilno rdečo barvo. Večino preostanka območja H II sestavljajo helij in sledi težjih elementov. V galaksiji se najdena količina težjih elementov zmanjšuje od središča galaksije proti zunanjim delom. Tako je zato, ker je med življenjsko dobo galaksije nastajanje zvezd intenzivnejše v gostejših središčnih predelih, kar vključuje tudi večjo obogatitev medzvezdne snovi s težjimi elementi.

### Številnost in razporeditev
Območja H II najdemo samo v spiralnih in nepravilnih galaksijah, zelo redko pa v eliptičnih galaksijah. V nepravilnih so razpršene po vsej galaksiji, v spiralnih pa so najpogostejše v spiralnih krakih. Velika spiralna galaksija lahko vsebuje na tisoče območij H II.
Razlog za redko pojavljanje območij H II v eliptičnih galaksijah je, da te verjetno nastajajo z združitvijo galaksij. V jatah galaksij so taki dogodki pogosti. Med trki galaksij posamezne zvezde skoraj nikoli ne trčijo, vendar pa se orjaški molekularni oblaki in območja H II večinoma premešajo. Pod takimi pogoji se sproži gigantski izbruh tvorjenja zvezd, tako da je hitro večina plina pretvorjena v zvezde, za razliko od običajnih 10 % ali manj.
Galaksije, v katerih poteka takšno nastajanje zvezd, so znane kot zvezdotvorne galaksije (angleško »starburst galaxies«). Eliptične galaksije po nastanku, ki so že prešle obdobje intenzivnega rojevanja zvezd, so revne s plinom in se območja H II ne morejo več tvoriti. Opazovanja v 20. stoletju so pokazala, da zelo majhna količina teh območij obstaja zunaj galaksij. Ta medgalaktična območja so mogoče posledica plimskih motenj med manjšimi galaksijami in v nekaterih primerih predstavljajo novo generacijo zvezd.

### Morfologija
Območja H II obstajajo v zelo različnih velikostih. Vse so precej nehomogene. Vsaka zvezda v območju H II ionizira grobo okroglo območje, imenovano Strömgenova sfera. Kombinacija več takih ioniziranih območij skupaj s širjenjem razgrete meglice v okoliški plin ustvari ostre meje med gostotami, posledica česar so kompleksne oblike z ostrimi robovi. K oblikovanju območij H II prispevajo tudi supernove. V nekaterih primerih nastanek velike zvezdne kopice v njem območje izvotli. To se je zgodilo v primeru NGC 604, orjaškem območju H II v Galaksiji v Trikotniku.

## Omembe vredna območja HII
Omembe vredna območja H II v naši galaksiji so Orionova meglica,  Meglica Eta Carina in NGC 7822. Orionova meglica, ki je oddaljena 1500 s. .l., je del orjaškega molekularnega oblaka, imenovanega Orionov kompleks (OMC-1). Če bi bil ta viden, bi zapolnil večino ozvezdja Orion. Meglica Konjska glava in Barnardov lok sta še dva osvetljena dela oblaka OMC-1. Orionova meglica je pravzaprav majhen ioniziran del zunanjega predela oblaka OMC-1. Za to so odgovorne zvezde v kopici Trapez, še posebej θ1 Oriona.
Veliki Magellanov oblak, satelitska galaksija Mlečne ceste, vsebuje orjaško območje H II, imenovano meglica Tarantela. V premeru meri 650 svetlobnih let ter je najmasivnejše in drugo največje območje H II v naši Krajevni skupini galaksij. Je veliko večje od Orionove meglice in tvori na tisoče zvezd, nekatere z maso, ki več kot 100-krat presega Sončevo – zvezde tipa OB in Wolf-Rayet. Če bi bila tako blizu kot je Orionova, bi svetila kot polna Luna. Supernova SN 1987A se je pojavila na obrobju meglice Tarantela.
Drugo orjaško območje H II je NGC 604 v Galaksiji v Trikotniku, od nas oddaljeno 2,66 milijona svetlobnih let. V premeru meri približno od 800 do 830 svetlobnih let ter je največje območje H II in drugo najmasivnejše (takoj za meglico Tarantela) v naši Krajevni skupini. Vsebuje okoli 200 vročih zvezd tipa OB in Wolf-Rayet, ki plin v njej segrejejo na milijon stopinj, da seva rentgenske žarke. Masa NGC 604 je okoli 6000 Sončevih mas.

## Odprta vprašanja
Kakor pri planetarnih meglicah so ocene vsebnosti različnih elementov v območjih H II nekoliko negotove. Obstajata dva načina določanja vsebnosti težjih elementov v meglicah, ki se zanašata na različna tipa spektralnih črt, in včasih prihaja do velikih neskladij med rezultati teh dveh metod. Nekateri astronomi za to dolžijo temperaturna nihanja v območjih H II, drugi pa trdijo, da so razlike prevelike za pojasnjevanje s temperaturnimi efekti, in predpostavljajo obstoj hladnih grud, ki vsebujejo zelo malo vodika.
Vse podrobnosti masivne tvorbe zvezd v območjih H II še vedno niso dobro znane. Najbližje območje H II (meglica Kalifornija) je namreč 1000 svetlobnih let proč, druge pa še dlje. Poleg tega je tamkajšnje nastajanje zvezd zastrto s prahom, torej so opazovanja v vidni svetlobi nemogoča. Infrardeča svetloba in radijski valovi sicer lahko prodrejo skozi ta zastor, vendar najmlajše zvezde pri teh valovnih dolžinah mogoče ne oddajajo veliko svetlobe.

## Galerija
- Orlova meglica
- Meglica Severna Amerika
- Meglica Gum 19
- Meglica RCW 108
- Meglica Laguna
- Kombinacija rentgenske (modro) in vidne slike NGC 604